# Сергиевка (дворцово-парковый ансамбль)
Се́ргиевка (также Усадьба Лейхтенбергских, Петергофский естественно-научный институт (ПЕНИ), Биологический научно-исследовательский институт (БиНИИ)) — дворцово-парковый ансамбль, располагающийся в Петергофе (Петродворцовый район Санкт-Петербурга) на месте бывшей усадьбы Лейхтенбергских. Дворцово-парковый ансамбль является объектом культурного наследия, памятником архитектуры XIX века федерального значения и входит в состав объекта всемирного наследия ЮНЕСКО «Исторический центр Санкт-Петербурга и связанные с ним комплексы памятников». Парк является памятником природы регионального значения.

## История
В начале XVIII века владельцем этой территории стал сподвижник Петра I Александр Иванович Румянцев, от него усадьба перешла к сыну — фельдмаршалу Петру Александровичу Румянцеву-Задунайскому. По имени уже его сына, Сергея Петровича Румянцева, усадьба стала называться Сергиевкой.
В 1822 году Румянцев продал усадьбу Кириллу Нарышкину, который, по словам В. А. Соллогуба, обзавёлся «помещичьим домом среди разных деревянных павильончиков, где проживали летние гости». После смерти хозяина в 1838 году Нарышкинскую дачу за 560 тысяч рублей приобрёл Николай I. Сергиевка стала загородным домом его дочери Марии Николаевны и её мужа Максимилиана, герцога Лейхтенбергского, а впоследствии их потомков.
Архитектор Штакеншнейдер, который в Петербурге построил для четы Лейхтенбергских Мариинский дворец, стал также автором их загородного дворца в Сергиевке. Помимо дворца Штакеншнейдер возвёл Кухонный и Гофмейстерский корпуса, а в 1845—1846 годах православную церковь святой Екатерины. 
В середине XIX века было продолжено оформление парка. Из огромных гранитных валунов были вырублены скамьи и скульптуры, пополнилась коллекция растительных насаждений. Уникальным памятником является гигантская, высеченная из гранита, «Голова», вызывающая споры искусствоведов и историков.
После Октябрьской революции парк был взят под охрану государства и объявлен в 1921 году памятником природы на основании декрета Совнаркома. Усадьба Лейхтенбергских была передана биолого-почвенному факультету Ленинградского университета (ЛГУ). Во дворце и постройках рядом расположился Биологический НИИ Университета (БиНИИ) (ранее ПЕНИ - Петергофский естественно-научный институт).
Во время Великой Отечественной войны усадьба Лейхтенбергских (на территории которой располагался Петергофский естественно-научный институт (ПЕНИ)) оказалась на линии фронта Ораниенбаумского плацдарма, парк и постройки сильно пострадали. После войны Ленинградским университетом были проведены работы по благоустройству парка (и восстановлению института), в 1965 году по проекту архитектора В. И. Зейдемана в основном восстановили фасады дворца, после 1969 года по проекту архитектора К. Д. Агаповой велись работы по реставрации парка.

## Дворец и сооружения
Двухэтажный дворец построен в 1839—1842 гг. в стиле позднего классицизма. При всей кажущейся сложности план дворца тщательно продуман и рационально организован. Отделка стилизована под помпейское искусство. Над лепным и живописным убранством работали мастера И. Табарин, М. Андреев, С. Давыдов, И. Дролингер. Меблировка от братьев Гамбсов утрачена.
На берегу реки находится также Английский домик, в парке капелла (в руинах), чайный домик был разрушен во время войны.

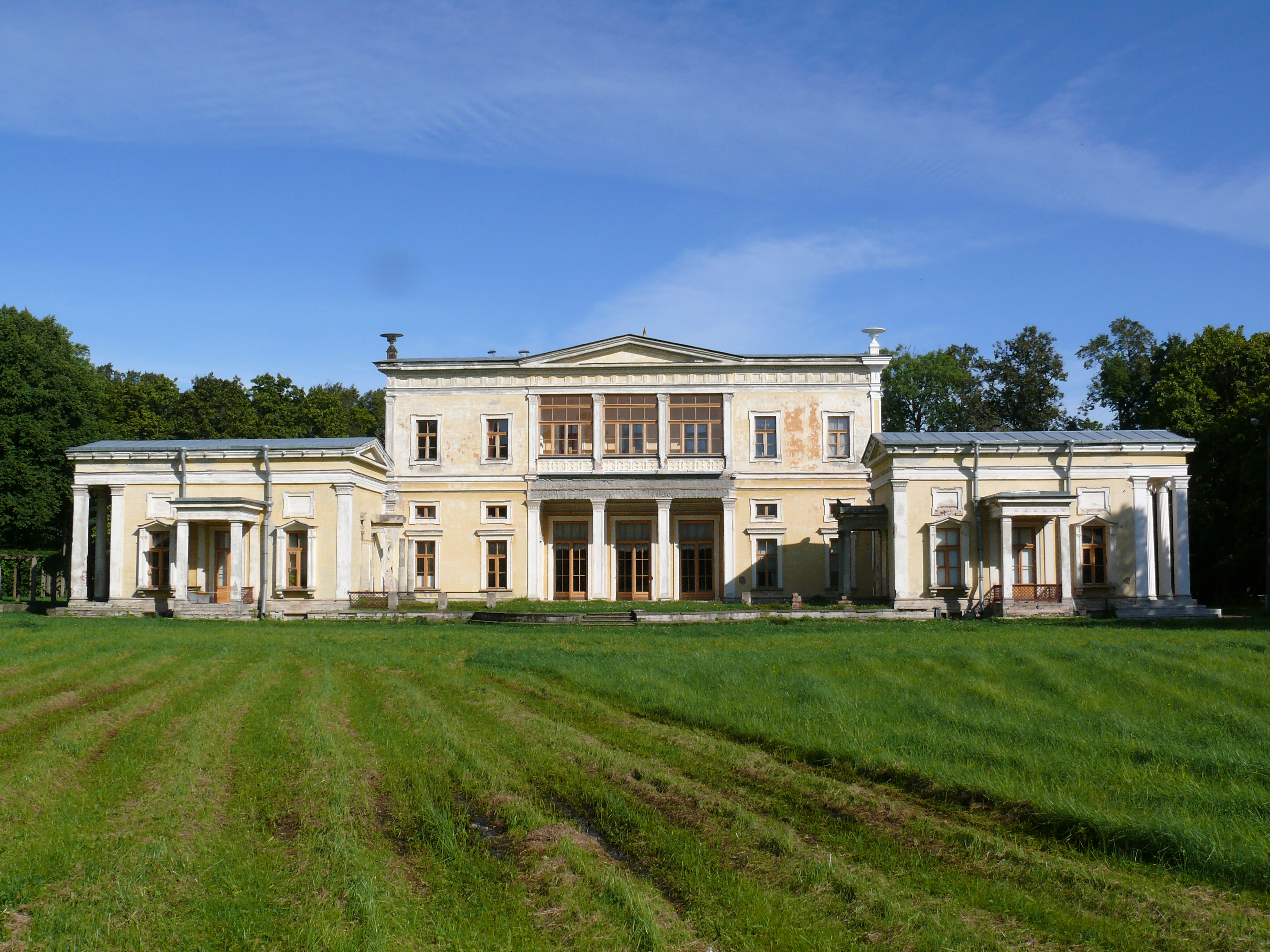
Дворец Лейхтенбергских

## Парк
С южной стороны парк начинается у железнодорожной платформы Университет и простирается далее на север до берега Финского залива, на северо-востоке граничит с парком Собственная дача. На территории расположена цепь прудов с мостами и двумя десятками мостов-плотин, от которых в сторону Финского залива вытекает река Кристателька в глубоких оврагах, где сооружены несколько плотин. Перед впадением в залив к северу от пересекающего парк Ораниенбаумского шоссе ручьи сливаются в один поток.
Парк сформирован на месте естественного лесного массива. По оценкам учёных Биологического института СПбГУ в парке зарегистрировали более 250 видов сосудистых растений, 185 видов птиц и 35 млекопитающих. Площадь 120 га.
Дренажная система дорожек в парке устроена так, что в самый сильный ливень они всегда остаются сухими.
Грибы
- Xerocomus badius (Fr.) Kuhn
- Mutinus caninus (Huds.) Fr.

Мхи
- Thuidium delicatulum (Hedw.) Schimp.

Птицы
- Picus viridis (Linnaeus, 1758) — Зелёный дятел
- Dendrocopos leucotos (Bechstein,1803) — Белоспинный дятел
- Locustella naevia (Boddaert, 1783) — Обыкновенный сверчок
- Botaurus stellaris (Linnaeus, 1758) — Большая выпь
- Cygnus cygnus (Linnaeus, 1758) — Лебедь-кликун
- Cygnus bewickii (Yarell, 1830) — Малый лебедь
- Sterna albifrons (Pallas, 1764) — Малая крачка
- Picoides tridactilus (Linnaeus, 1758) — Трёхпалый дятел

Млекопитающие
- Myotis dasycneme (Boie) — Прудовая ночница
- Myotis brandti (Eversm.) — Ночница Брандта
- Nyctalus noctula (Schreb.) — Рыжая вечерница
- Vespertilio murinus (L.) — Двуцветный кожан
- Micromys minitus — Мышь-малютка
- Microtus oeconomus — Полёвка-экономка

## Галерея

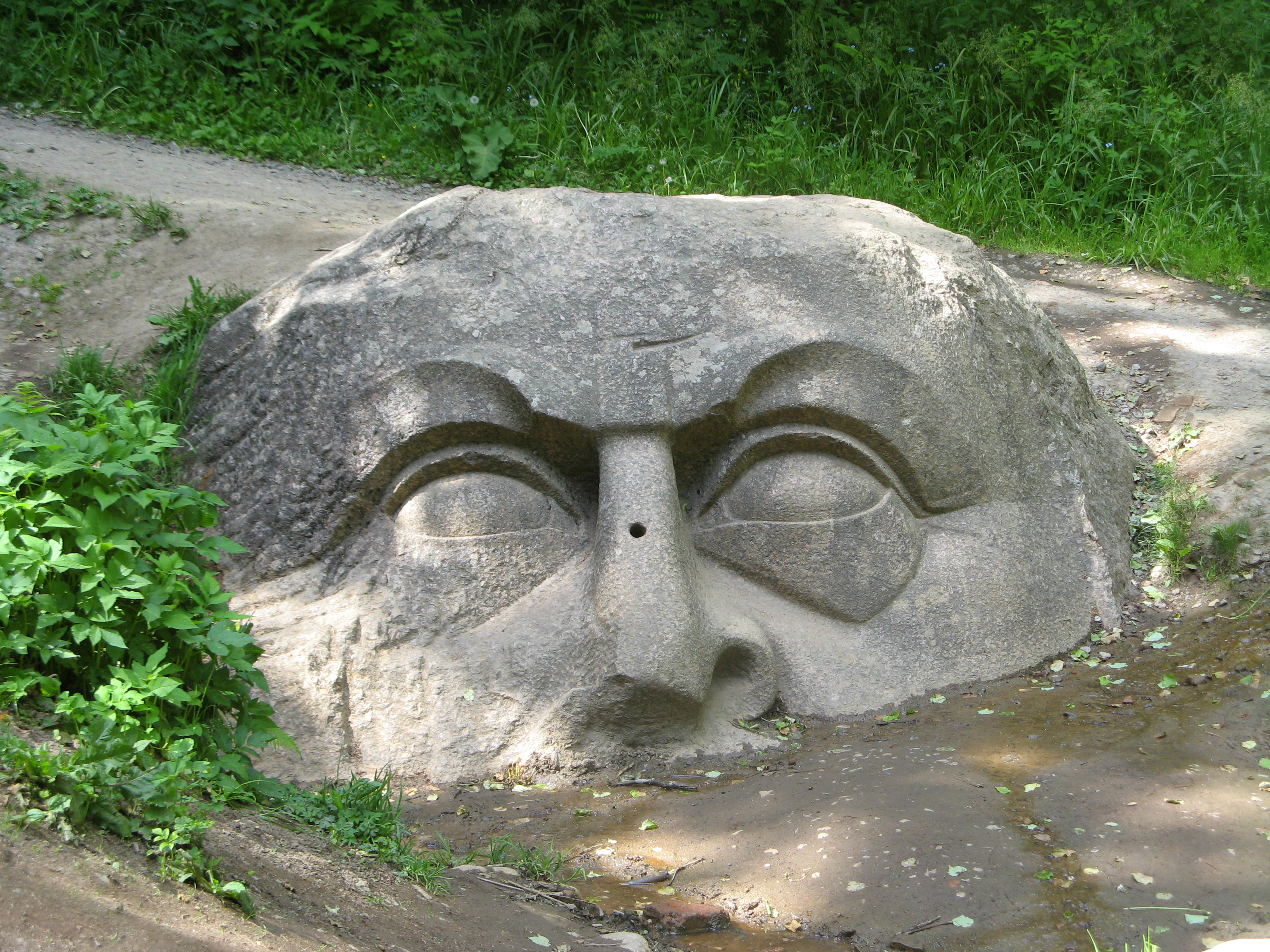
Скульптура «Голова»
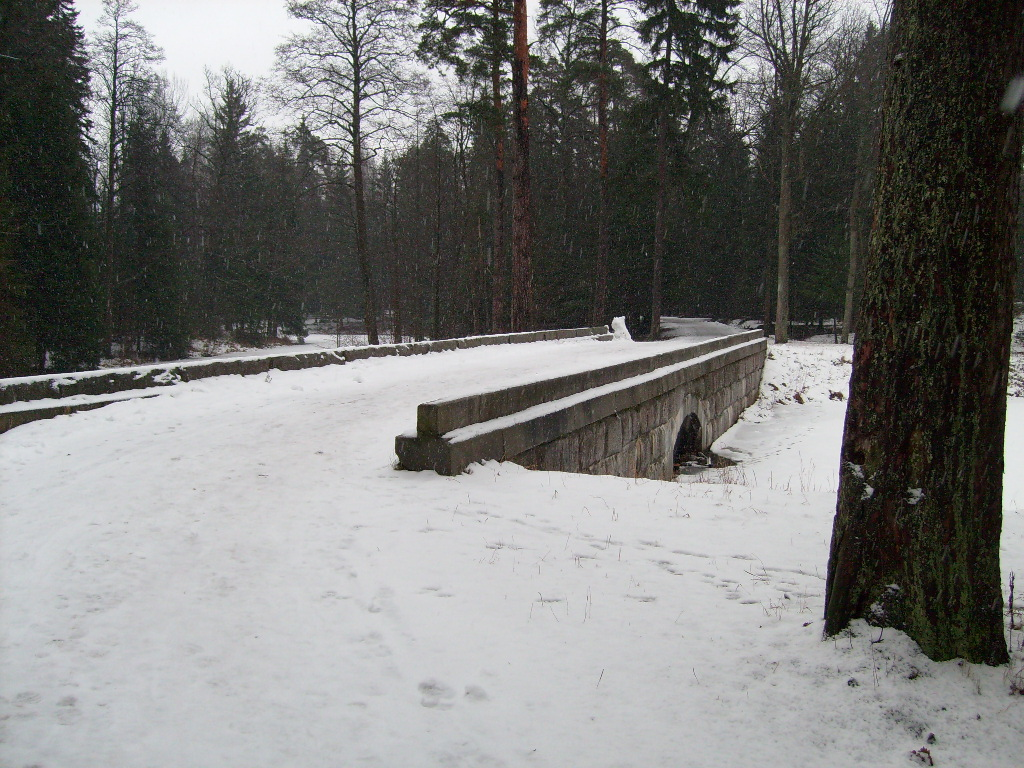
Парк зимой
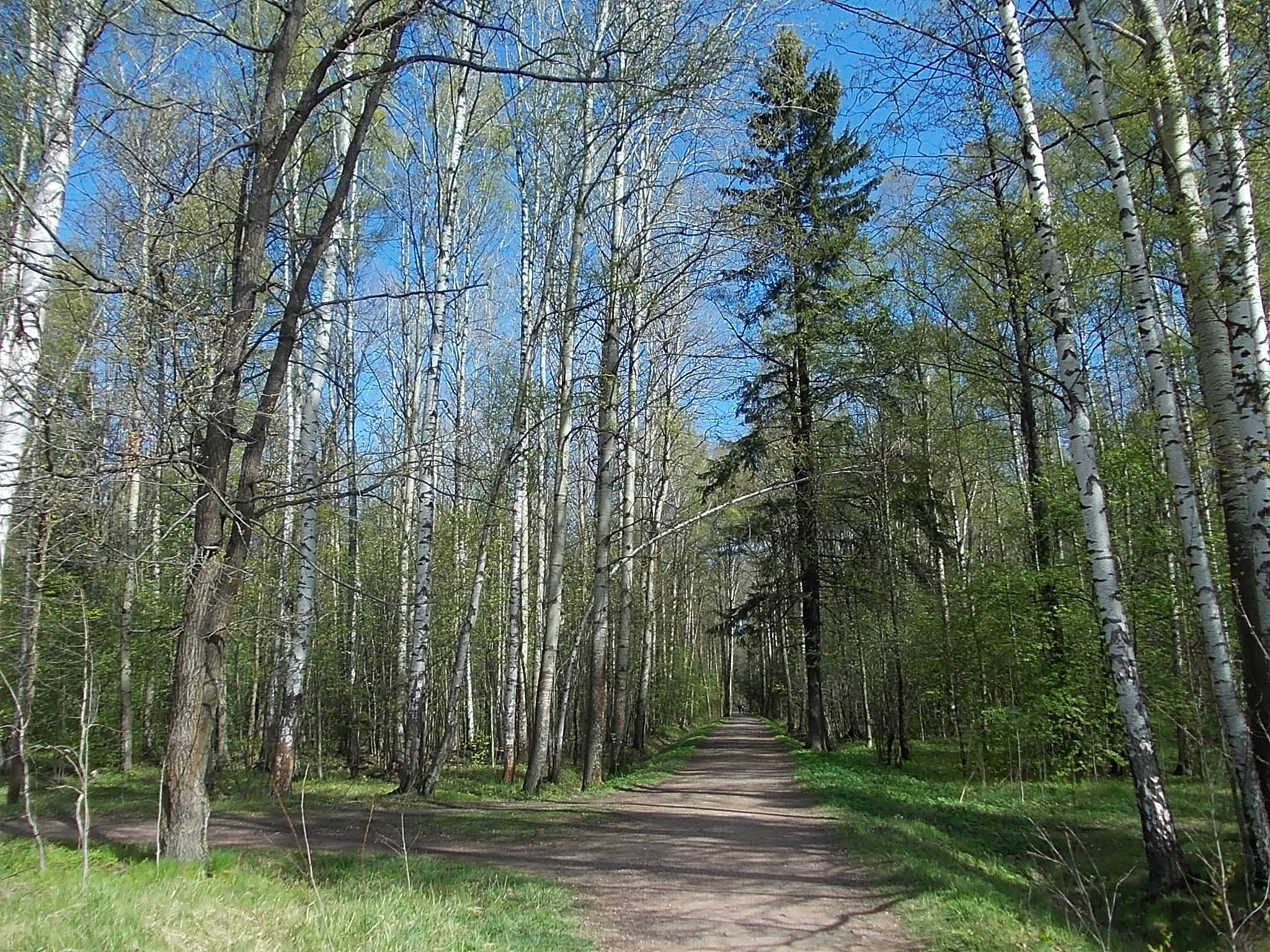
Аллея в парке
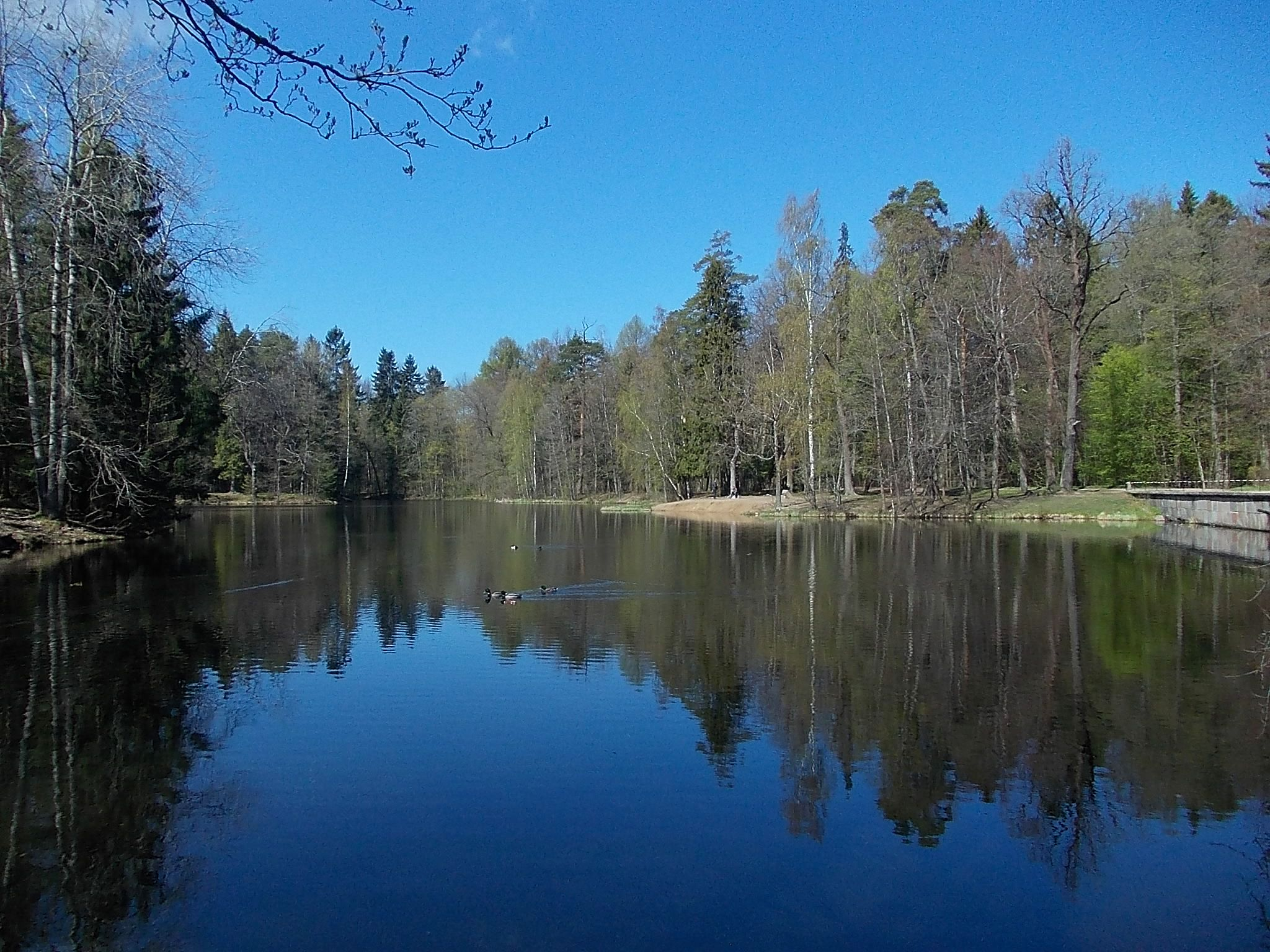
Большой пруд
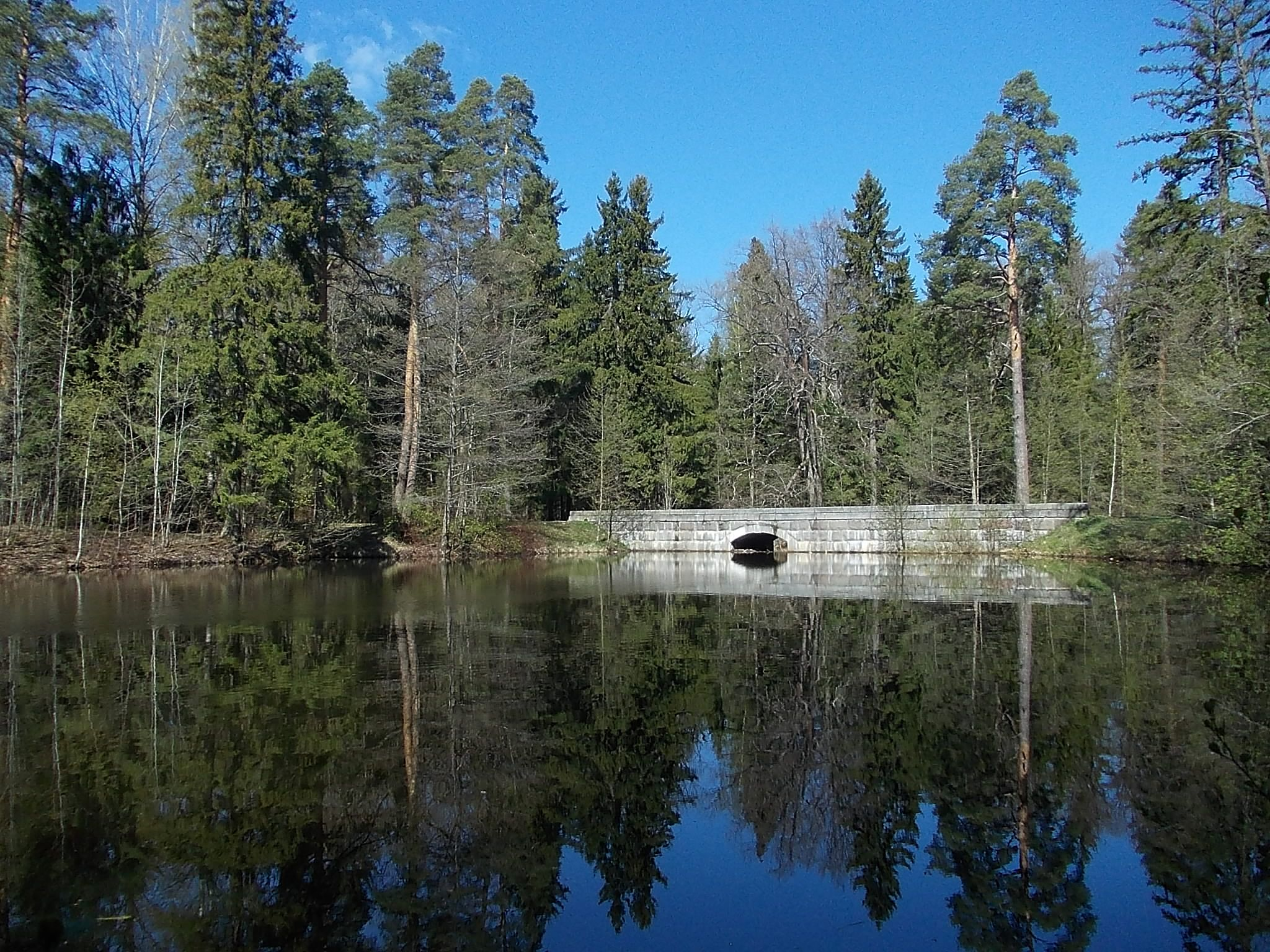
Верхний пруд
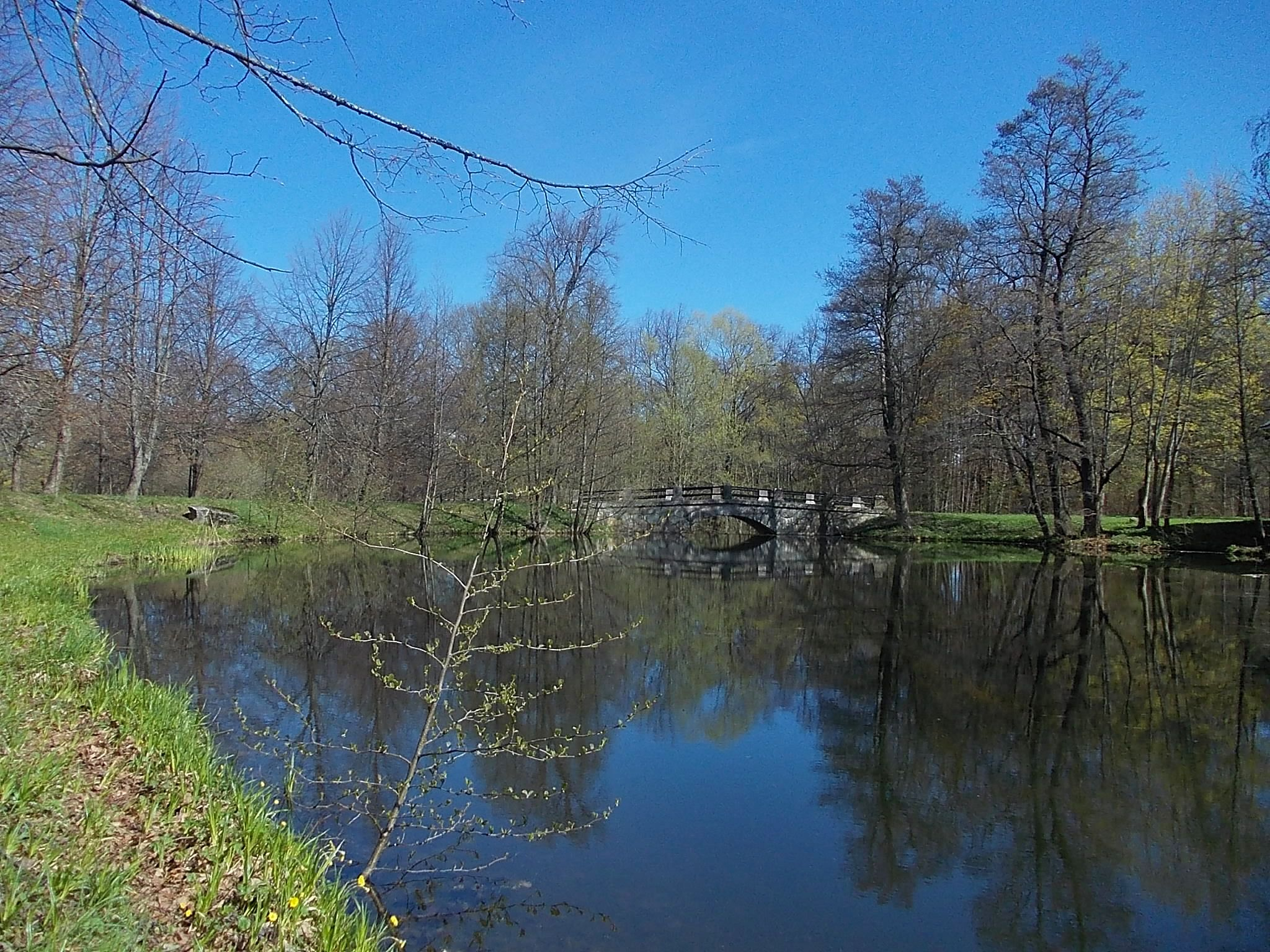
Огородный пруд
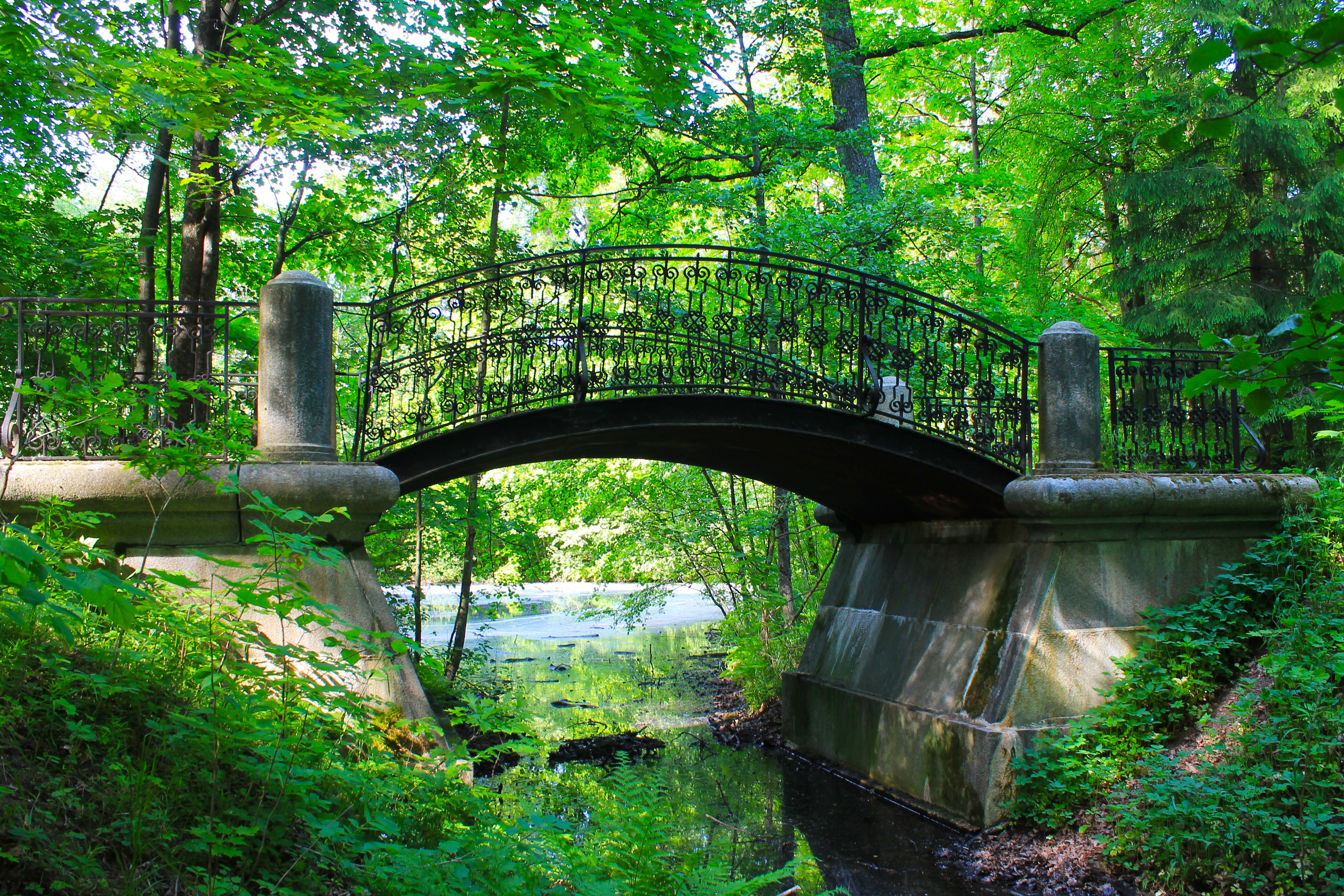
Мостик в парке
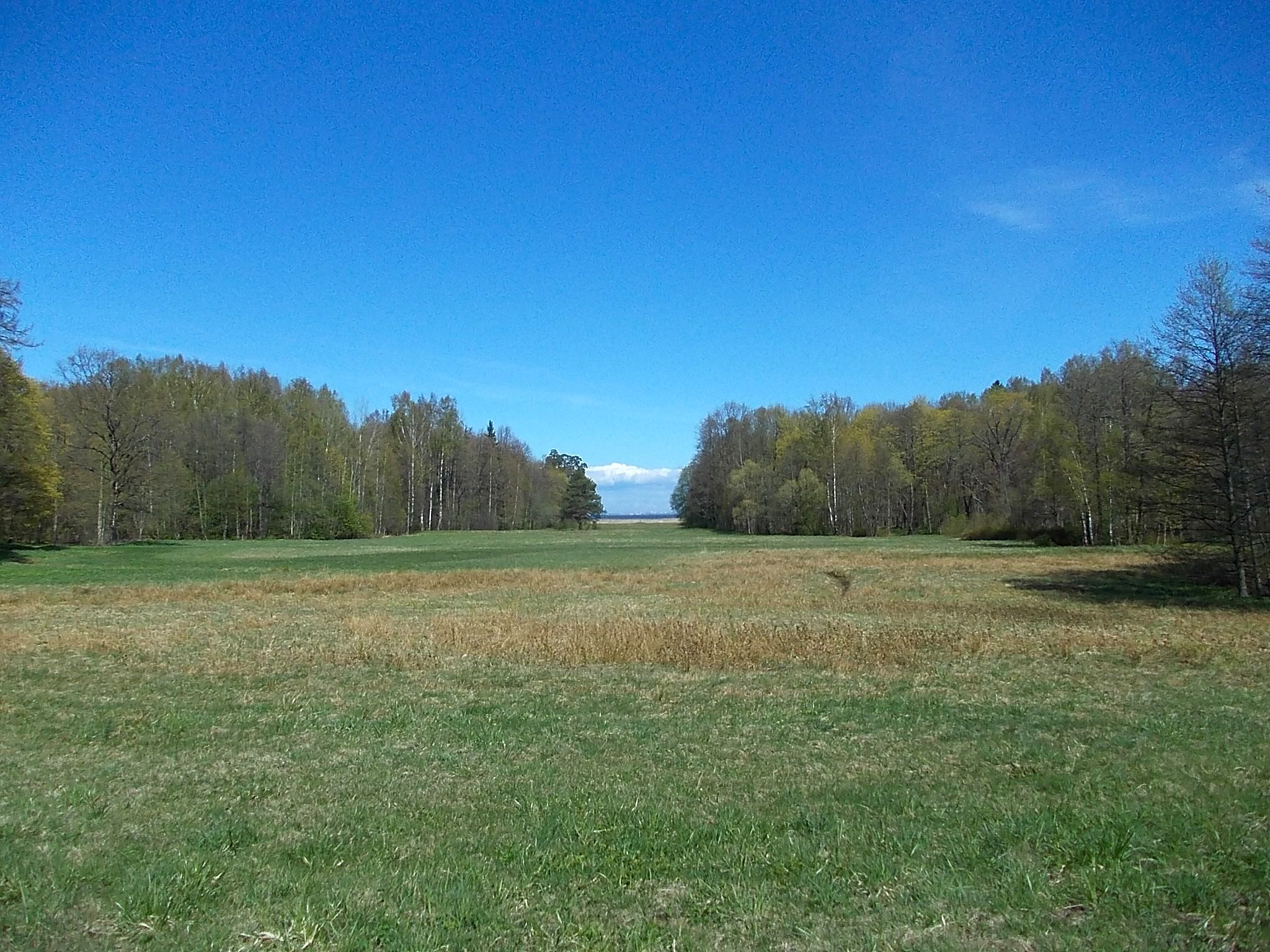
Часть парка, прилегающая к Финскому заливу